# Esther Chapa
Esther Chapa Tijerina (Tampico, 22 de octubre de 1904-Ciudad de México, 14 de diciembre de 1970) fue una médica cirujano, escritora, feminista, sufragista, periodista, sindicalista y activista mexicana en pro de los derechos de las mujeres y de los derechos de la infancia.

## Biografía
Nació en Tamaulipas, en el seno de una familia de clase media y sus padres fueron Virginia Tijerina y Quirino Chapa. Se fue a realizar los estudios secundarios a la capital, en un momento de muchos cambios en México. Con 20 años entró en la Escuela Nacional de Medicina de la Universidad Nacional Autónoma de México (UNAM) de donde egresó en 1928 y posteriormente se especializó en microbiología y análisis clínico.

## Trayectoria
Comenzó a dar clases de microbiología en la UNAM recién licenciada y durante su docencia obtuvo la plaza de catedrática de microbiología. Fue la primera mujer en ocupar dicho puesto en México y además lo obtuvo mediante oposición. Estuvo aproximadamente cuarenta años dando clases en la universidad.
Trabajó en la Secretaría de Labor Pública, como médica, dando clases de higiene y dando atención a la población escolar para localizar las enfermedades, en un momento muy importante de cambios en la salud pública en México. Fue comisionada por la Secretaría de Educación Pública (SEP) a las brigadas sanitarias en Córdoba, Veracruz y Acámbaro, Michoacán.
Formó parte del primer Sindicato de Cirujanos del Distrito Federal y de la Federación de Sindicatos de Trabajadores al Servicio del Estado (FSTSE). Denunció que el sector médico era mal pagado y particularmente las mujeres no tenían puestos de responsabilidad y tenían un salario inferior al de los hombres.
En 1937 llegaron a México los primeros grupos de personas exiliadas a México, escapando de la guerra civil española. El presidente Lázaro Cárdenas acogió en una institución a estos niños y niñas, que llegaban al país sin su familia. Chapa -por encargo del presidente- se ocupó de organizar esas llegadas y su acogimiento, durante el período 1936-1939. Tuvo un gran compromiso con esta actividad y también se encargó de la revisión sanitaria de los llamados niños de Morelia, por ser el nombre de la localidad donde les dieron alojamiento en una escuela.
Esther Chapa tenía una ideología clara, de izquierdas y estuvo muy comprometida con los exiliados españoles que llegaron a México. También fue la directora del Comité de Ayuda a los Niños del Pueblo Español. 
Tenía una visión marxista de la sociedad. Formó parte del partido y también de su fundación. Fundó la Sociedad de Amigos de China Popular y perteneció al Partido Comunista de México. Luchó por el voto femenino y escribió sobre problemáticas sociales.
Posteriormente, dirigió la Escuela Nacional de Enfermería y Obstetricia en 1966, coincidiendo con el período en el que se aprobó la Licenciatura en Enfermería.

### Activismo
Esther Chapa fue una de las pioneras del movimiento feminista mexicano en la década de 1940 junto a Matilde Rodríguez Cabo y María Lavalle Urbina; en este contexto, perteneció al grupo de mujeres e intelectuales que fundaron varias organizaciones en su país, entre ellas el Frente Único Pro-Derechos de la Mujer donde fue una de las personalidades más visibles junto a Matilde Rodríguez, Refugio García, Esperanza Balmaceda y Consuelo Uranga.
En la época de Cárdenas, las mujeres se organizaron sobre todo alrededor del Frente Único pro-Derechos de la mujer, donde había una fuerte influencia del partido comunista. Llegaron a tener más de cincuenta mil afiliadas de unas ochocientas asociaciones de todo el país, donde todo tipo de mujeres se unían, porque lo que tenían en común era la reivindicación de derechos que afectaban a todas, como por ejemplo la igualdad de salarios con los hombres.
Formó parte del Comité Coordinador para la Defensa de la Patria, que se formó durante la Segunda Guerra Mundial, tras alinearse México con Estados Unidos y por si el país entraba en la batalla, para que la población femenina estuviese preparada para atender situaciones de emergencia. Luchaban en contra del fascismo, según ellas proclamaban.
También formó parte de otro proyecto, dentro del Frente Único Pro-Derechos de la Mujer, ya que fue la promotora y organizadora de la Cárcel de Mujeres de Santa Martha Acatitla, aunque no llegó a participar en su creación.  
Matilde Rodríguez Cabo, la invitó a colaborar como cooordinadora de previsión social y fue directora de la cárcel de Lecumberri -mixta en ese momento- y trató de eliminar las irregularidades, ayudar y apoyar a las mujeres de la cárcel. Sufrió un intento de motín por parte de los presos que no estaban de acuerdo con lo que estaba haciendo y se pudo evitar con la llegada a tiempo de la policía.
Esther Chapa fue una ferviente defensora del derecho al sufragio femenino en México y plasmó parte de su pensamiento al respecto en su libro El derecho de voto para la mujer de 1936; para Esther Chapa «el ejercicio de la ciudadanía era el primer paso para la autonomía femenina».
Cada año, desde el año 1930, dirigió una carta a la Comisión Permanente de la Cámara de Diputados, hasta 1953, año en el que se consiguió el sufragio femenino en México. Sostenía que las mujeres estaban igual de preparadas que los hombres para votar y que eso era indispensable para tener más conocimiento de la situación del país. Lo defendía como algo necesario para la democracia, ni como una cuestión secundaria, ni solamente para las mujeres, si no como algo esencial del sistema democrático.
Entre otros asuntos, se preocupó por la educación sexual de las niñas proletarias, los embarazos de adolescentes y también buscó otras maneras de integración en la sociedad de las mujeres que ejercían la prostitución, ya que veía su origen en una razón económica de las mujeres cuando no tenían otra posibilidad.
Además de las mencionadas anteriormente, perteneció a diversas agrupaciones, políticas y sociales como el Bloque Nacional de Mujeres Revolucionarias, Federación de Sindicatos de Trabajadores al Servicio del Estado, Movimiento Femenino Sufragista, Sociedad Mexicana de Amistad con China Popular y Sociedad de Amigos de China Popular; científicas o académicas como el Consejo de Enseñanza de la Microbiología y Sociedad Mexicana de Hematología; y gremiales, como la Asociación de Médicas Mexicanas.
Según la investigadora Enriqueta Tuñón Pablos, fue una de las mujeres más valiosas de México en el siglo XX. Por ser una persona activa, preocupada por la sociedad y sobre todo para que las mujeres consiguieran una situación de equidad respecto a los hombres, para la sociedad mexicana.

## Obra
- El derecho de voto para la mujer (1936)
- Las mujeres mexicanas en coautoría con Miguel Alemán (1945).
- La mujer en la política en el próximo sexenio (suplemento de la Revista Flama, 1946).
- El problema de la penitenciaría del Distrito Federal (1947).
- Apuntes de prácticas de microbiología en coautoría con Pedro Pérez Grovas (1941).